# 2006年ラオス国民議会選挙
2006年ラオス国民議会選挙（2006ねんラオスこくみんぎかいせんきょ）は、2006年4月30日に執行された国民議会の選挙である 。ラオス人民革命党の一党独裁制であり、国民議会の圧倒的多数を獲得した。

## 選挙制度
国民議会の定員は115で、大選挙区制単記非移譲式投票から選出。 候補者は選挙委員会からの立候補承認にあたり、地方自治体または大衆組織の支持を得る必要がある。

## 選挙活動
候補者175人のうち人民革命党の候補者が173人。

## 選挙結果
| 党派               | 党派               | 獲得議席           | 議席率             | 増減               | 得票数    | 得票率 |
|                    | ラオス人民革命党   | 113                | 98.3%              | 4                  | 不明      | 不明   |
|                    | 無所属             | 2                  | 1.7%               | 2                  | 不明      | 不明   |
| ラオス国家建設戦線 | ラオス国家建設戦線 | 115                | 100.0%             | 6                  | 不明      | 不明   |
| 総計               | 総計               | 115                | 100.0%             | 6                  | 不明      | 100.0% |
| 投票総数（投票率） | 投票総数（投票率） | 投票総数（投票率） | 投票総数（投票率） | 投票総数（投票率） | 2,819,904 | 99.76% |
| 有権者数           | 有権者数           | 有権者数           | 有権者数           | 有権者数           | 2,826,580 | 100.0% |
| 出典：IPU          |                    |                    |                    |                    |           |        |

## 選挙後
招集された国民議会において、国家主席にチュンマリー・サイニャソーンを選出した。